# Darlingtonia californica
Дарлінгтонія каліфорнійська (Darlingtonia californica) — вид хижих рослин родини сарраценієві (Sarraceniaceae), представник монотипного роду Darlingtonia.

## Будова

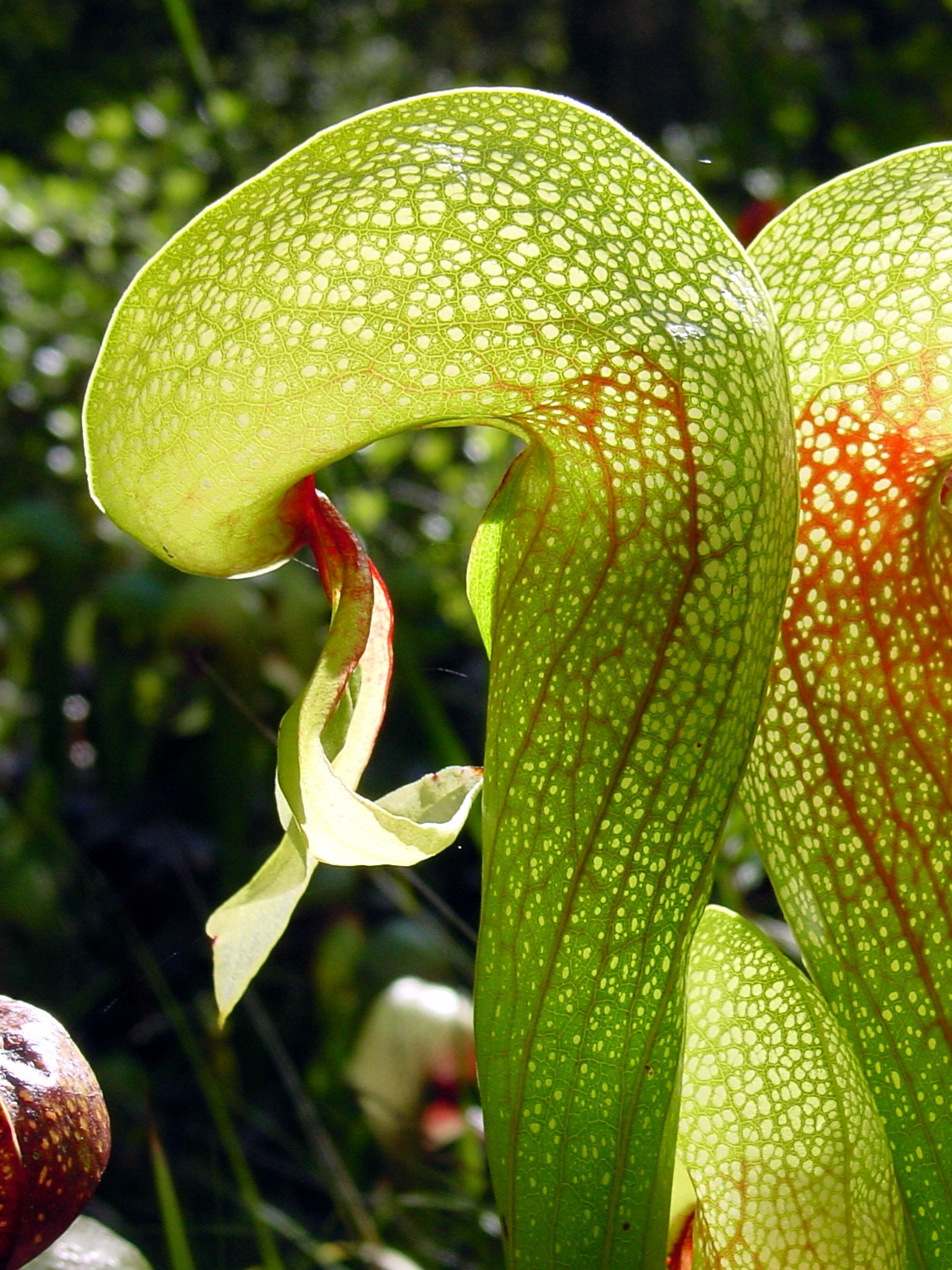
Листок-глечик

Комахоїдна рослина, що пристосувалася до бідних на азот ґрунтів боліт. Вона має видозмінені листки у формі глечиків, що наповнені травним соком для перетравлювання жертв. Дослідження показують, що комахи дають 95 відсотків азоту рослині. Бджоли, оси, мурахи приманюються солодким нектаром, який виділяє основа листка-глечика та стікає по елементу у вигляді риб'ячого хвоста чи вусів. Комахи, приманені нектаром, тонуть у воді глечиків, де розкладаються на поживні речовини за допомогою бактерій, що схожі на аналогічні у кишковику ссавців. Під дією бактерій вода стає мутною коричневою та розповсюджує поганий запах, що приманює комах. Окрім перетравлювання їжі бактерії також зменшують поверхневий натяг води, дозволяючи жертвам легше тонути.
Пастки-накопичувачі виділяють різкий запах, який приваблює комах. Вони потрапляють всередину і більше не можуть вибратися. Комахи перетравлюються в травних соках рослини, яке таким чином отримує додаткові поживні речовини.
 Оскільки пастки прикриті від дощу, волога у них потрапляє через коріння рослини.

## Поширення та середовище існування
Дарлінгтонія росте на болотистих ґрунтах східного узбережжя Північної Америки від Північної Кароліни до південної частини Орегона.

## Практичне використання
Вирощується як кімнатна рослина. Розмножують розподілом дорослої рослини.